# Milly Zero

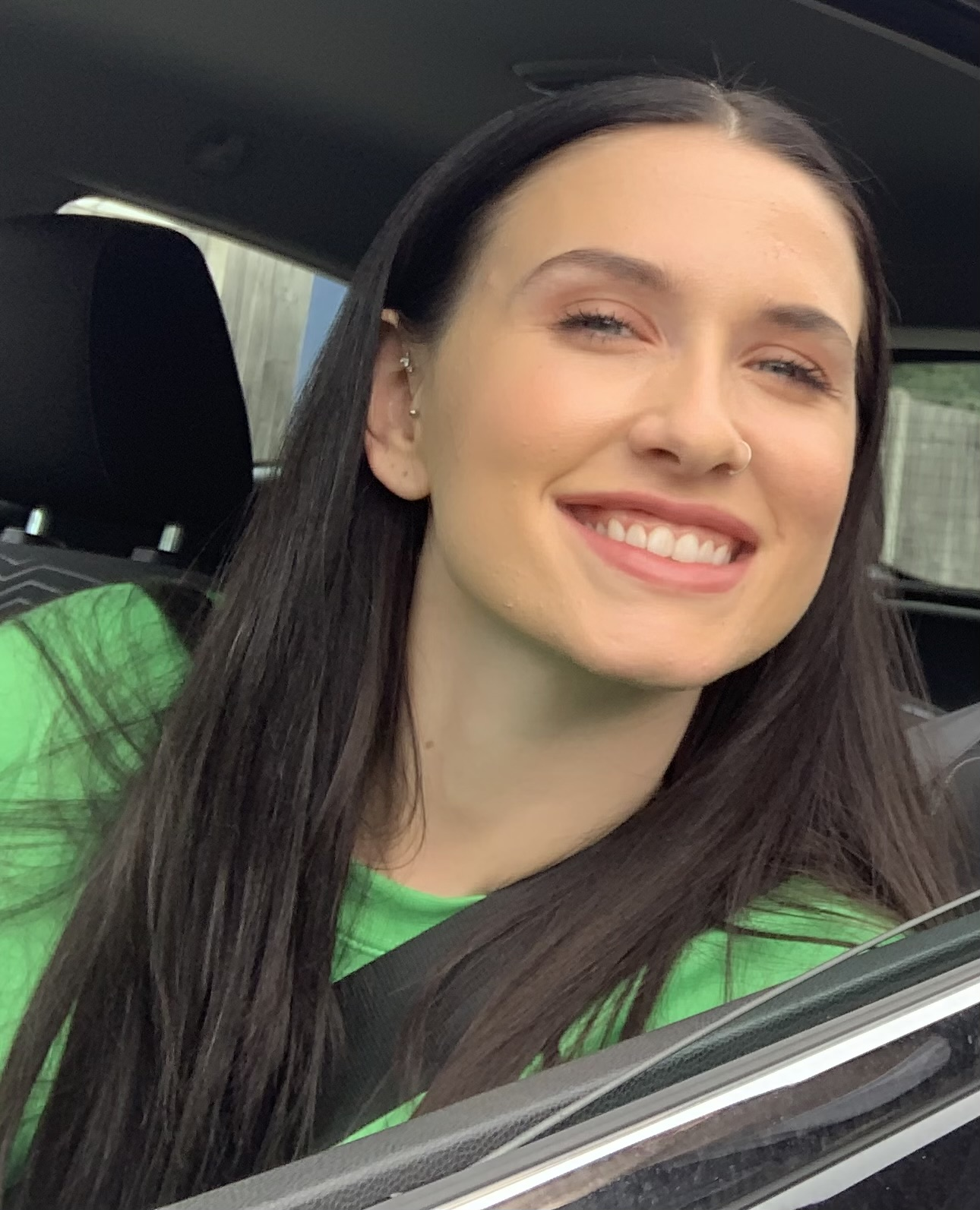
Milly Zero, 2022

Melissa Jasmine Skye Zero (* 7. Juni 1999 in Peckham) ist eine britische Schauspielerin.

## Leben und Karriere
Zero absolvierte ihre Ausbildung an der BRIT School for Performing Arts in Croydon und war zusätzlich bei der National Youth Theatre und Open Door aktiv. Bereits mit 13 Jahren begann ihre Schauspielkarriere in der Serie All at Sea, in der sie die Rolle der Hannah spielte. Bekannt wurde Zero vor allem für ihre Rolle als Dotty Cotton in der Seifenoper EastEnders.
Sie hat auch an mehreren Theaterproduktionen teilgenommen, darunter A Midsummer Night's Dream, in dem sie Hermia spielte, sowie an Kurzfilmen wie Better, der 2023 beim London Film Festival Premiere feierte.

## Filmografie (Auswahl)
Filme
- 2017: The Foreigner

Serien
- 2012: All About the McKenzies
- 2013–2015: All at Sea
- 2019–2022: EastEnders
- 2023: Doctors

## Auszeichnungen

### Nominiert
- 2020: RadioTimes.com Soap Awards in der Kategorie „Best Newcomer“[5]
- 2020: Inside Soap Awards in der Kategorie „Best Newcomer“[6]